# Uscana olgae
Uscana olgae är en stekelart som beskrevs av Fursov 1987. Uscana olgae ingår i släktet Uscana och familjen hårstrimsteklar.
Artens utbredningsområde är Ukraina. Inga underarter finns listade i Catalogue of Life.